# Carpathonesticus simoni
Espèce
Synonymes
- Nesticus simoni Fage, 1931

Carpathonesticus simoni est une espèce d'araignées aranéomorphes de la famille des Nesticidae.

## Distribution
Cette espèce est endémique de Roumanie.

## Publication originale
- Fage, 1931 : Araneae, 5e série, précédée d'un essai sur l'évolution souterraine et son déterminisme. Biospeologica, LV. Archives de zoologie expérimentale et générale, vol. 71, p. 91-291.